# Germana Malabarba
Germana Malabarba (ur. 19 listopada 1913 w Pawii, zm. 30 września 2002) – włoska gimnastyczka, srebrna medalistka letnich igrzysk olimpijskich w 1928.
W 1928 została wraz z Biancą Ambrosetti, Lavinią Gianoni, Luiginą Giavotti, Virginią Giorgi, Carlą Marangonii, Luiginą Perversi, Dianą Pizzavini, Luisą Tanzini, Caroliną Tronconi, Ines Vercesi i Ritą Vittadini srebrną medalistką w wieloboju drużynowym w gimnastyce na IX Letnich Igrzyskach Olimpijskich w Amsterdamie (były pierwszymi włoskimi medalistkami olimpijskimi).